# Naître ou ne pas naître (Les Simpson)
Naître ou ne pas naître est le troisième épisode de la vingt-quatrième saison et le 511e épisode de la série. Il devait sortir en première sur la chaîne américaine Fox le 21 octobre 2012 mais il a été repoussé au 4 novembre 2012 pour diffuser à la place un match de la Série de championnat de la Ligue nationale de baseball.

## Synopsis
La voiture de Marge tombe dans une doline qui s'est creusée à la suite d'une négligence d'Homer. Marge achète alors une autre voiture idéale pour une famille de cinq, mais qu'elle finit rapidement par détester parce qu'elle s'aperçoit qu'elle serait trop petite si elle voulait avoir un autre bébé, comme elle l'avoue à son mari. Homer n'est pas enthousiaste à l'idée d'un quatrième enfant, mais heureusement Marge finira par changer d'avis quand elle se rendra compte de certains "exploits" d'Homer en la matière... 
Pendant ce temps, Bart et ses amis sont déterminés à découvrir ce que cache Lisa : Bart, qui a trouvé des messages codés, la suit quand elle se rend en ville après l'école pour des réunions secrètes...